# Mort de Caylee Anthony
Caylee Marie Anthony (9 d'agost de 2005 - 16 de juny de 2008) va ser una nena nord-americana que vivia a Orlando (Florida), amb la seva mare, Casey Marie Anthony (nascuda el 19 de març de 1986) i els seus avis materns, George i Cindy Anthony.
El 15 de juliol de 2008, va ser donada per desapareguda en una trucada al 911 feta per Cindy, que va assegurar no haver vist Caylee en 31 dies i que la interlocutòria de Casey feia olor de cadàver. Cindy va dir que la seva filla havia donat diverses explicacions sobre el parador de Caylee abans de dir-li finalment que no havia vist Caylee en setmanes. Casey va mentir als detectius i els va dir que Caylee havia estat segrestada per una mainadera el 9 de juny i que havia estat tractant de trobar-la, massa espantada per alertar les autoritats.
Va ser acusada d'assassinat en primer grau l'octubre del 2008, però ella es va declarar innocent. L'11 de desembre de 2008 es van trobar les restes òssies de Caylee, de dos anys, amb una manta dins d'una bossa d'escombraries en una àrea boscosa a prop de la casa de la família Anthony. Els informes de la investigació i el testimoni en el judici van variar entre si la cinta adhesiva que es va trobar amb el cadàver estava al front del crani o si era a la boca. El metge forense va mencionar la cinta adhesiva com una de les raons per les quals va qualificar la mort com a homicidi, però va determinar oficialment que es tractava d'una "mort per mitjans indeterminats".
El judici va durar sis setmanes, de maig a juliol de 2011. La fiscalia va sol·licitar la pena de mort i va al·legar que Casey desitjava alliberar-se de les responsabilitats parentals i que va assassinar la seva filla administrant-lo cloroform i tapant-li la boca amb cinta adhesiva. L'equip de la defensa, dirigit per José Báez, va respondre que la nena s'havia ofegat accidentalment a la piscina de la família el 16 de juny del 2008 i que George Anthony es va desfer del cos. La defensa també va sostenir que Casey va mentir a causa d'una educació disfuncional que, segons ells, va incloure abús sexual per part del pare. La defensa no va presentar proves de com va morir Caylee, ni evidència que Casey hagués patit abusos sexuals quan era nena, però va qüestionar cadascuna de les proves de la fiscalia, anomenant-les com a "proves forenses de fantasia".
Casey no va testificar. El 5 de juliol de 2011, el jurat va trobar Casey no culpable d'assassinat en primer grau, abús infantil agreujat i homicidi agreujat d'un infant, però culpable de quatre càrrecs de delicte menor de proporcionar informació falsa a un oficial de la llei. En reconeixement del temps complert a la presó, va ser alliberada el 17 de juliol de 2011. Un tribunal d'apel·lacions de Florida va revocar dues de les condemnes per delictes menors el 25 de gener de 2013.
El veredicte de no culpable d'assassinat va ser rebut amb indignació pública i va ser atacat i defensat pels mitjans i comentaristes legals. Alguns es van queixar que el jurat no va entendre el significat de dubte raonable, mentre que altres van dir que la fiscalia no havia pogut demostrar de manera concloent com havia mort la víctima. La revista Time va descriure el cas com "el judici de xarxes socials del segle".